# Jarkowice
Jarkowice (Duits: Städtisch Hermsdorf) is een dorp in de Poolse woiwodschap Neder-Silezië. De plaats maakt deel uit van de gemeente Lubawka.